# تره د میگل سسمرو
تره د میگل سسمرو (به اسپانیایی: Torre de Miguel Sesmero) یک شهرستان در اسپانیا است که در استان باداخس واقع شده‌است.